# Östlig indigosnok
Östlig indigosnok (Drymarchon couperi) är en ormart som beskrevs av John Edwards Holbrook 1842. Arten ingår i släktet Drymarchon, och familjen snokar. Inga underarter finns listade.

## Beskrivning
Östlig indigosnok är Nordamerikas största ormart med en maxlängd på 2,6 m och högsta vikt av 5 kg för hanar; motsvarande värden för honor är 2 m respektive 3 kg. Normalt blir arten dock mellan 1,5 och 2 m lång. Kroppen är täckt av släta, blåsvart glänsande fjäll. Strupen, hakan och kinderna kan dock vara röda, rödorange eller beiga.

## Utbredning
Arten har tidigare funnits i större delen av sydöstra USA men finns numer endast i Florida och södra South Carolina. Inplantationsförsök har dock gjorts i Alabama, Georgia, South Carolina och Mississippi.

## Ekologi
Arten vistas i olika habitat som lövskogar, blandskogar, barrskogar, gärna på sandjord, torra skogsgläntor, snårskog, och prärier. Den kan även hittas på våtmarker samt i växtlighet längs med floder och kanaler.
Under vintermånaderna i den norra delen av utbredningsområdet gräver arten sig ner i sanddyner och -kullar, där den kan använda underjordiska bon som skapades av sköldpaddor från släktet Gopherus. Även i andra delar av utbredningsområdet kan den använda sådana håligheter som skydd.
Födan utgörs till stor del av andra ormar, även giftiga, trots att den östliga indigosnoken själv är ogiftig (den har stor motståndskraft mot skallerormsgift). Andra byten är sköldpaddor, grodor, ödlor, fåglar och mindre däggdjur. Arten kramar inte ihjäl sina byten, utan övermannar dem genom sina kraftiga käkar. Bytet förtärs med huvudet först.
Östlig indigosnok biter vanligen inte när den överraskas av en människa.

### Fortplantning
Ormen leker under vintern, oktober till februari, trots de låga temperaturerna (10 – 15° C). I maj till juni lägger honan mellan 4 till 12 krämfärgade, ovala, omkring 7,5 cm långa ägg per tillfälle. De nykläckta ungarna är omkring 40 cm långa  och 40 g tunga.

## Status
IUCN kategoriserar arten globalt som livskraftig (LC). Den är dock hotad av habitatförlust till följd av byggnation, sandtäkt, fruktplantager som citrusodlingar och illegal insamling för sällskapsdjurshandeln. Trots dess status som livskraftig är arten fridlyst.